# دپ هوا
دپ هوا یا دف هوا روستایی در دهستان گزور بخش مینان شهرستان سرباز استان سیستان و بلوچستان ایران است.

## جمعیت
بر پایه سرشماری عمومی نفوس و مسکن در سال ۱۳۹۵ جمعیت این روستا ۱۷ نفر (۶خانوار) بوده‌است.